# Feurich
Feurich is een bekende voormalig Duitse pianofabriek uit Leipzig die in 1851 werd opgericht.

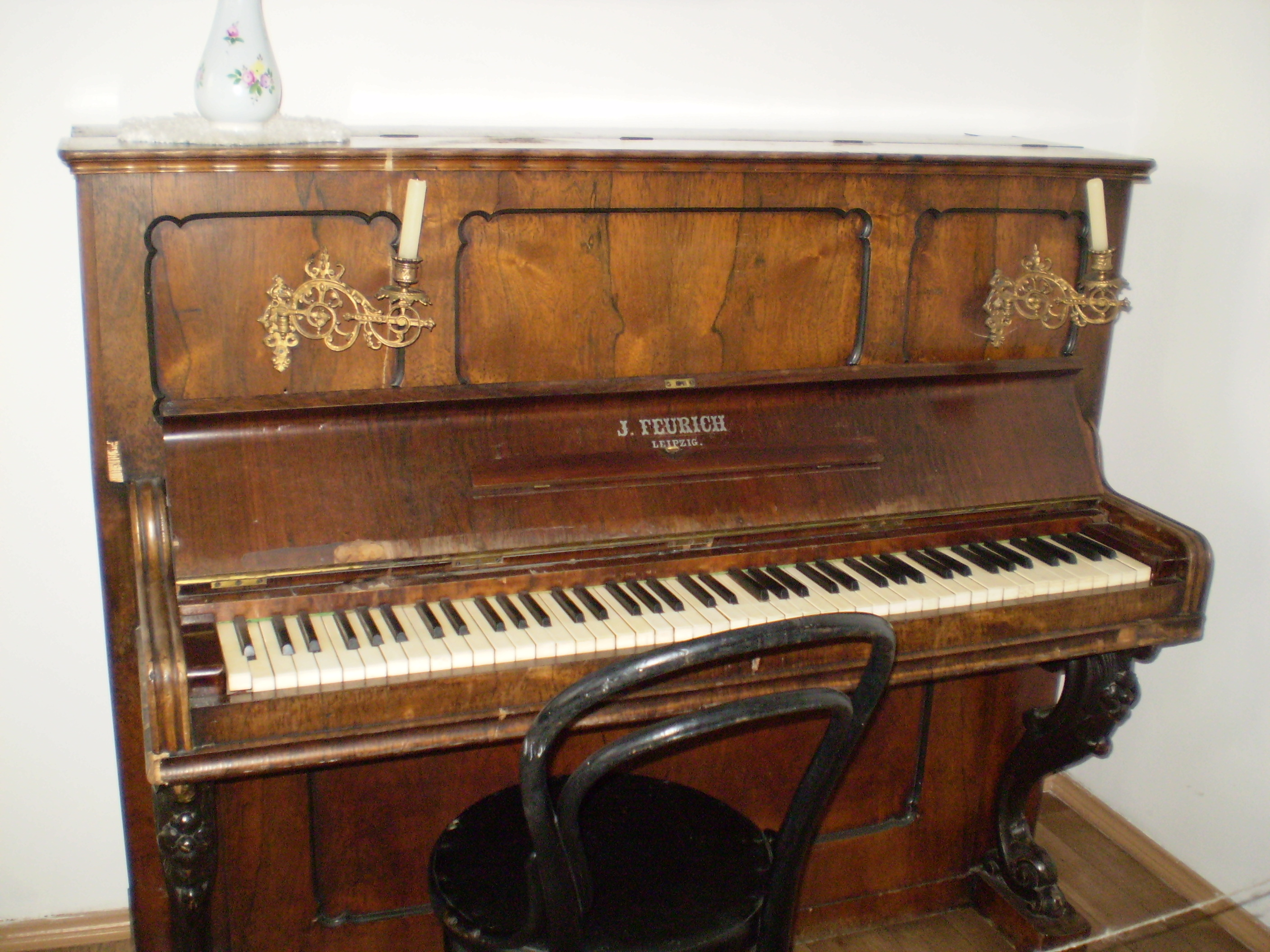
een Feurich piano

## Ontstaan
In 1851 richtte Julius Gustav Feurich (1821-1900) in Leipzig een pianofabriek op. Julius was de zoon van technicus Friedrich Wilheml Feurich. Julius Feurich werkte aanvankelijk in de pianofabriek van I.G. Irmler (een fabriek die bestond van 1818 tot 1953), daarna bij Erard en Pleyel in Parijs. De eerste piano's van Feurich waren dan ook naar Frans model gebouwd. Ze hadden een omvang van 7 octaven en waren ongeveer 112 centimeter hoog. In 1854 werd onder leiding van Julius' zoon Heinrich Hermann Feurich de eerste vleugel gebouwd.

## Uitvindingen
Tegen het eind van de 19e eeuw bouwde de fabriek een 'Saitenorgel', een piano met een vierde niet aangeslagen snaar. Deze snaar werd door een luchtstroom in trilling gebracht. Dit bleef een curiosum. 
Feurich experimenteerde ook met de dubbele resonantiebodem, een "Stahlresonanzboden", en bouwde een Janko-klavier. Feurich ontwikkelde ook een eigen repetitiemechaniek.

## Geschiedenis
De fabriek stond vanaf 1958 in Langlau, Middel-Franken als onderdeel van de Euterpe-fabriek, die ook de W.Hoffmann-piano's bouwt. In 1991 werd Euterpe - en daarmee het onderdeel Feurich - door de Bechstein groep overgenomen. De instrumenten  werden daardoor vanaf dat moment in Berlijn gebouwd. De bedrijfsleider van Feurich, Julius Matthias Feurich, was niet gelukkig met deze overname omdat de merknaam Feurich een ondergeschikte rol ging spelen en kocht in 1993 het Feurich aandeel van Bechstein terug. Vanaf 1994 was Feurich weer een zelfstandig bedrijf, dat zich in dat jaar ook weer op de Frankfurter Musikmesse liet zien. De instrumenten van Feurich werden toen echter in de fabrieken van Rönisch in Leipzig gebouwd. De firma Feurich zetelde in Gunzenhausen, nabij  Neurenberg, waar ook de technische eindafwerking van de instrumenten plaatsvond. Feurich instrumenten worden thans geproduceerd in Ningbo (China) in de pianofabriek Hailun in opdracht van de Oostenrijkse handelsmaatschappij Development Corporation en evenals hun merk Wendl & Lung wereldwijd verhandeld. De achterkleinzoon van de oprichter, Julius Feurich uit Gunzenhausen, is sinds begin 2012 in het geheel niet meer betrokken bij de merknaam of de productie van Feurich instrumenten.
Tot 1998 maakte Feurich 76.210 instrumenten. Momenteel omvat het merk 4 rechtopstaande piano's (116, 118, 123, 131 cm hoog) en 3 vleugels (172, 197, 227 cm lang).